# Templo de la Santísima Trinidad (Puebla)
El templo de la Santísima Trinidad es un templo religioso de culto católico y bajo la advocación de la Santísima Trinidad en la Ciudad de Puebla, capital del Estado del mismo nombre, en México. Está ubicado en la actual Av. Reforma y 3 Norte. del centro histórico.

## Historia

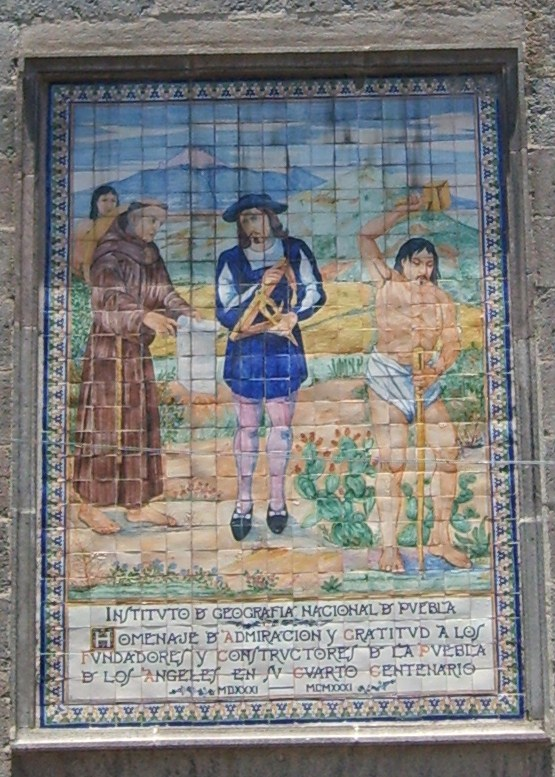
Tablero de azulejos que representa la escena de la fundación de la ciudad de Puebla.

Fue construido a instancias de los regidores poblanos y parientes entre sí Alonso de Rivera Barrientos, Antonio Rodríguez Gallegos y Alonso Hidalgo de Ávalos, quienes en 1619 compraron al obispo Alonso de la Mota y Escobar el inmueble de su palacio episcopal para establecer ahí un convento y templo para sus hijas y las hermanas de Alonso de Rivera: Clemencia de la Concepción y Constanza de San Miguel. Las fundadoras del convento tuvieron que cambiar su filiación del convento de Nuestra Señora de la Concepción a la nueva de la Santísima Trinidad. En total, una docena de familiares directos de los fundadores fueron los que integraron la primera generación de religiosas trinitarias de Puebla.
La construcción del templo fue concluida en 1673 por el arquitecto Carlos García Durango y fue consagrada por el obispo  Diego Osorio de Escobar y Llamas.
Tras dos siglos y medio de existencia, las Leyes de Reforma confiscaron sus bienes y exclaustraron a las religiosas, fraccionando el inmueble del convento en lotes para ser vendidos a particulares, mas no el templo que le dio servicio espiritual el cual sigue en pie como se ve hoy en día, con el único cambio de su fachada que fue revestida de cantera en 1931 con motivo del cuarto centenario de la fundación de Puebla, además de cancelar un vano que fue utilizado para colocar un tablero de azulejos que representa la escena de la fundación de la ciudad, representación inspirada en un cuadro que se halla en el Palacio Municipal y que se cree lo pintó José Agustín Arrieta.
A la muerte del obispo Mota y Escobar, las monjas trinitarias sepultaron su cuerpo en el templo y conservaron su corazón en un nicho del coro.
El general Ignacio Zaragoza murió en el número 8 de esta calle, y seis días después el gobierno de México dispuso que Puebla se llamaría Puebla de Zaragoza.

## Características

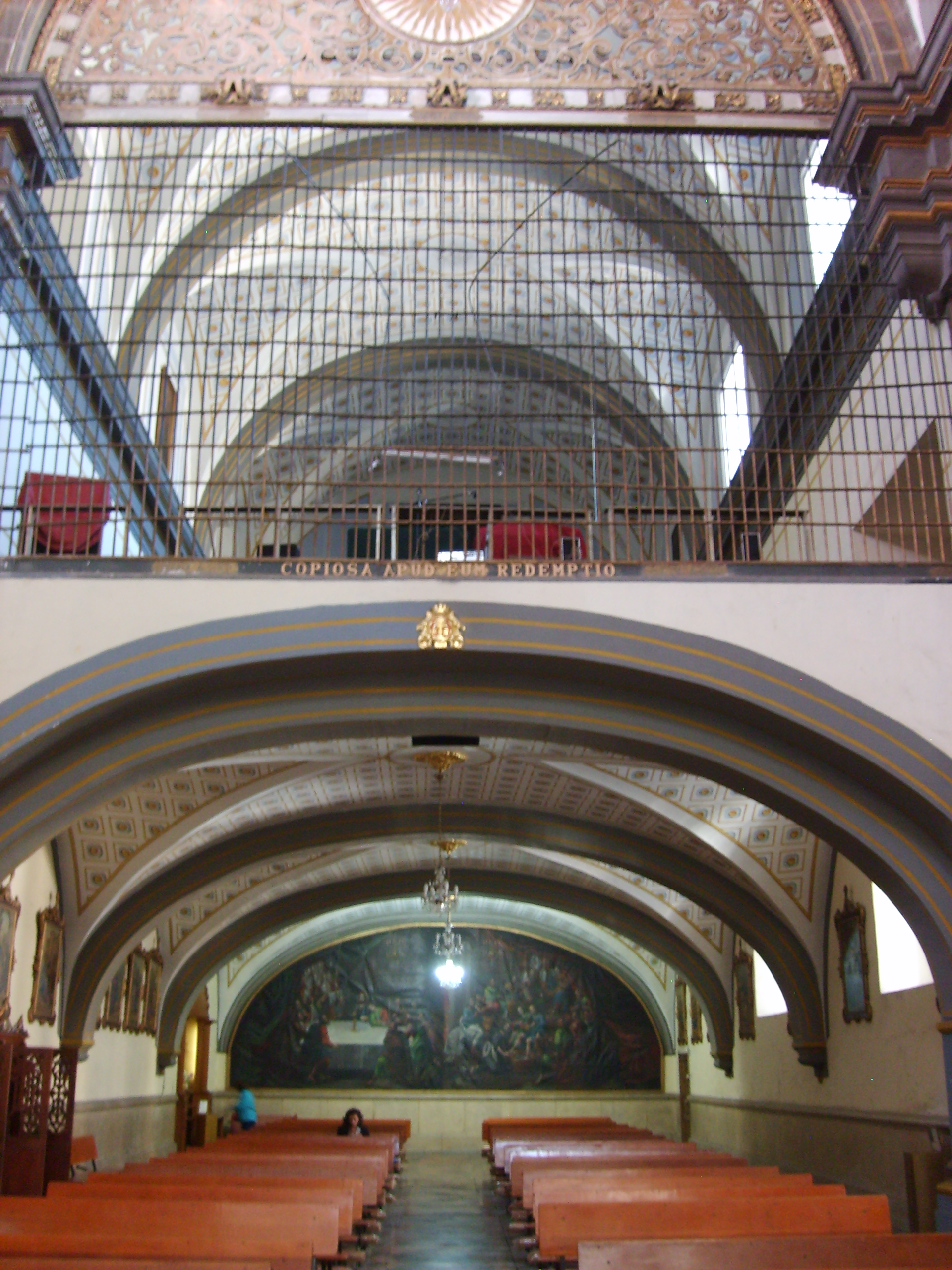
Vista del coro de la Santísima Trinidad

El templo al ser un edificio conventual, es de una sola nave con ábside rectangular, cúpula sobre pechinas sin tambor y dos portadas, elaborada la segunda por los canteros indígenas Juan Gerónimo y su hijo Juan Antonio, de acuerdo al contrato de 1670, la otra del maestro arquitecto Diego de la Sierra. La bóveda del ábside es de cañón con lunetos y las de la nave de aristas. El coro descansa sobre una bóveda corrida que sigue una curva de cinco metros. Se conserva el coro alto ya que el bajo ha sido incorporado al cuerpo de la iglesia para dar mayor cabida a los fieles. 
Los altares y decoración son del siglo XIX.

### Pinturas
Varias son de gran valía:
- Escena de la vida de Santa Rosa, del autor Miramon, firmada en 1772, de gran formato.
- Una Concepción con alegorías, del autor Castillo.
- Una Santa Leocadia
- Varias pinturas del autor flamenco Diego de Borgraf, que se encuentran en la sacristía.

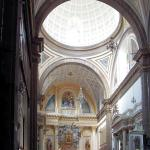
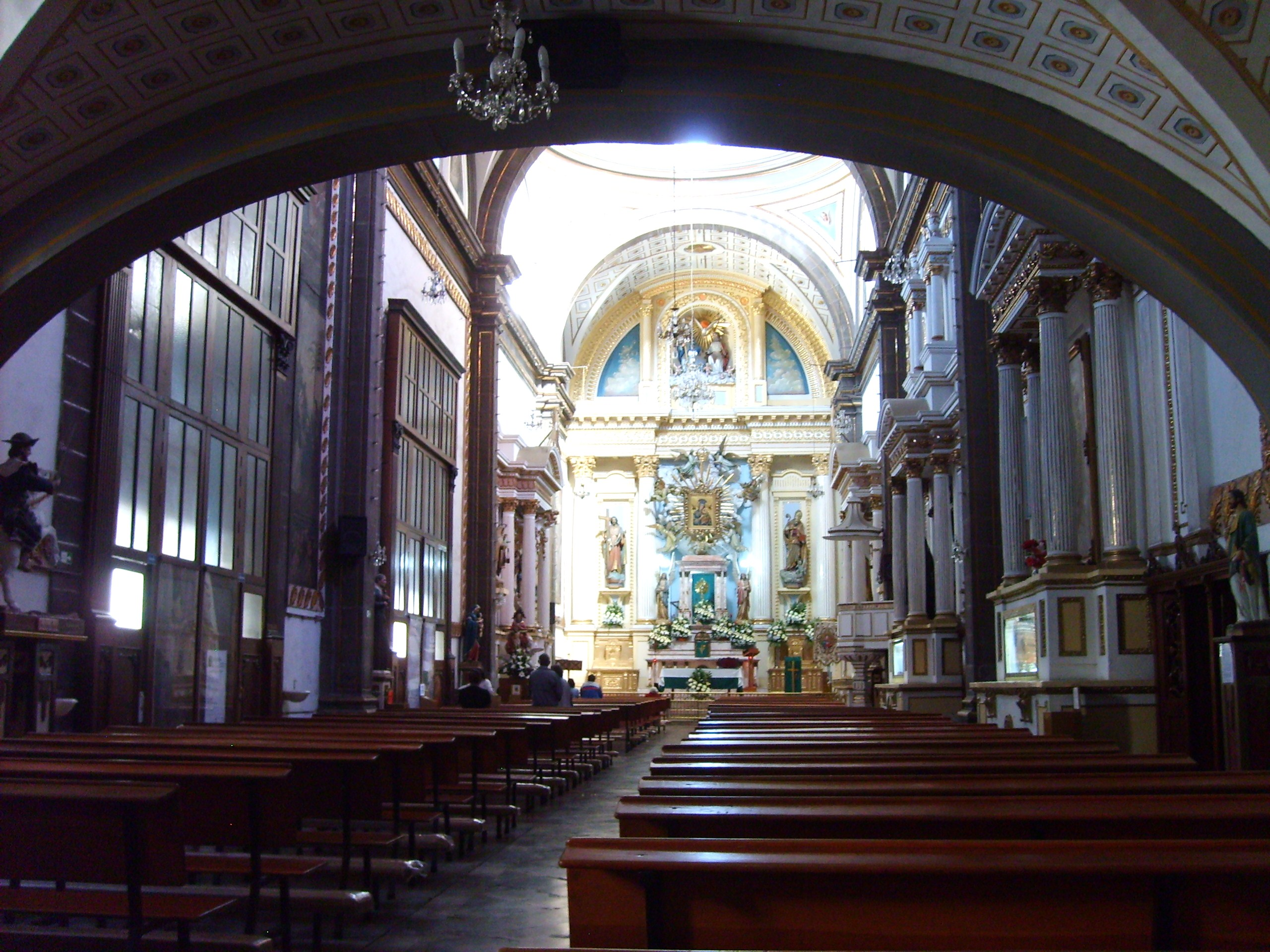
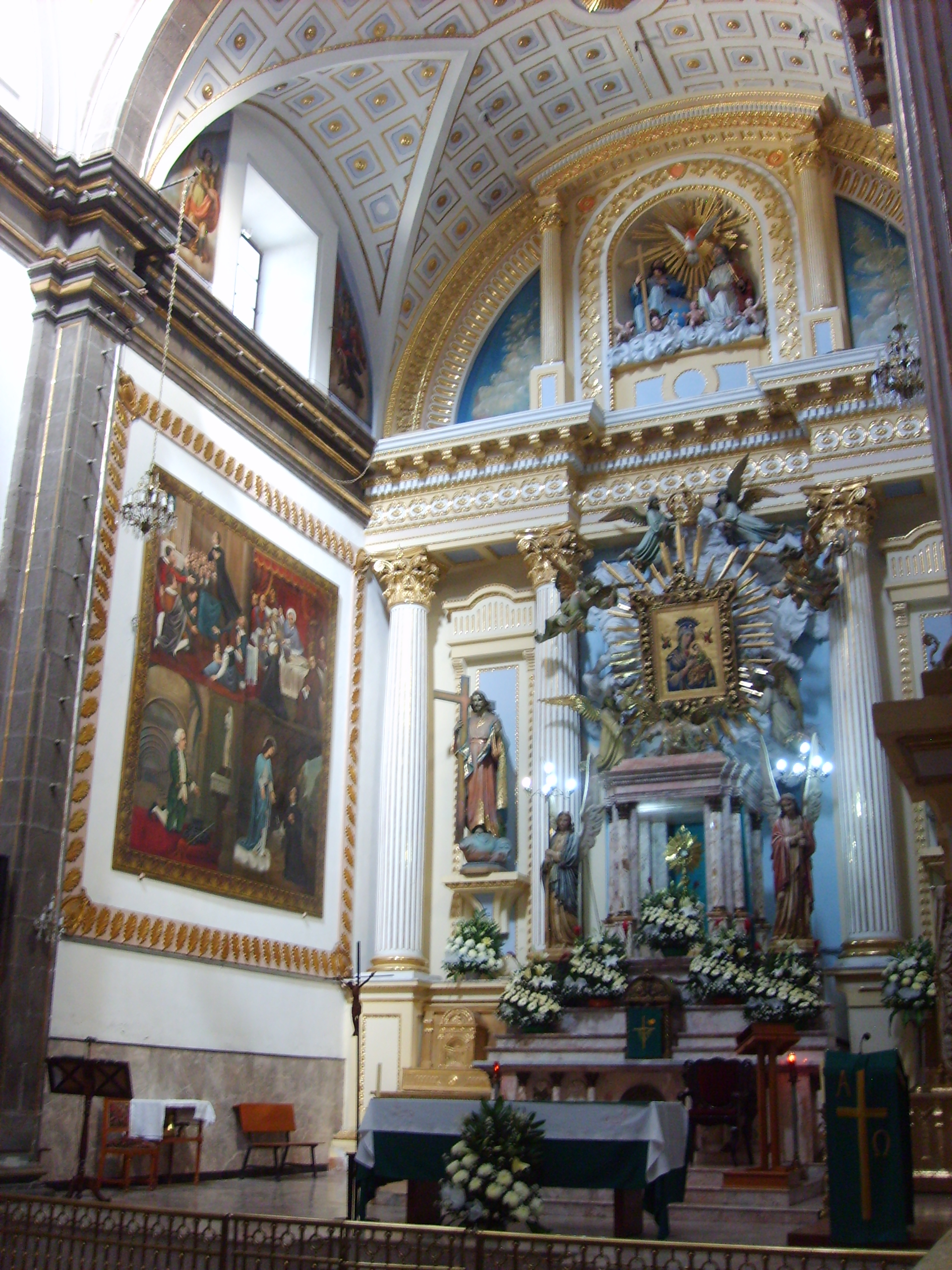